# St. Johannis (Curslack)

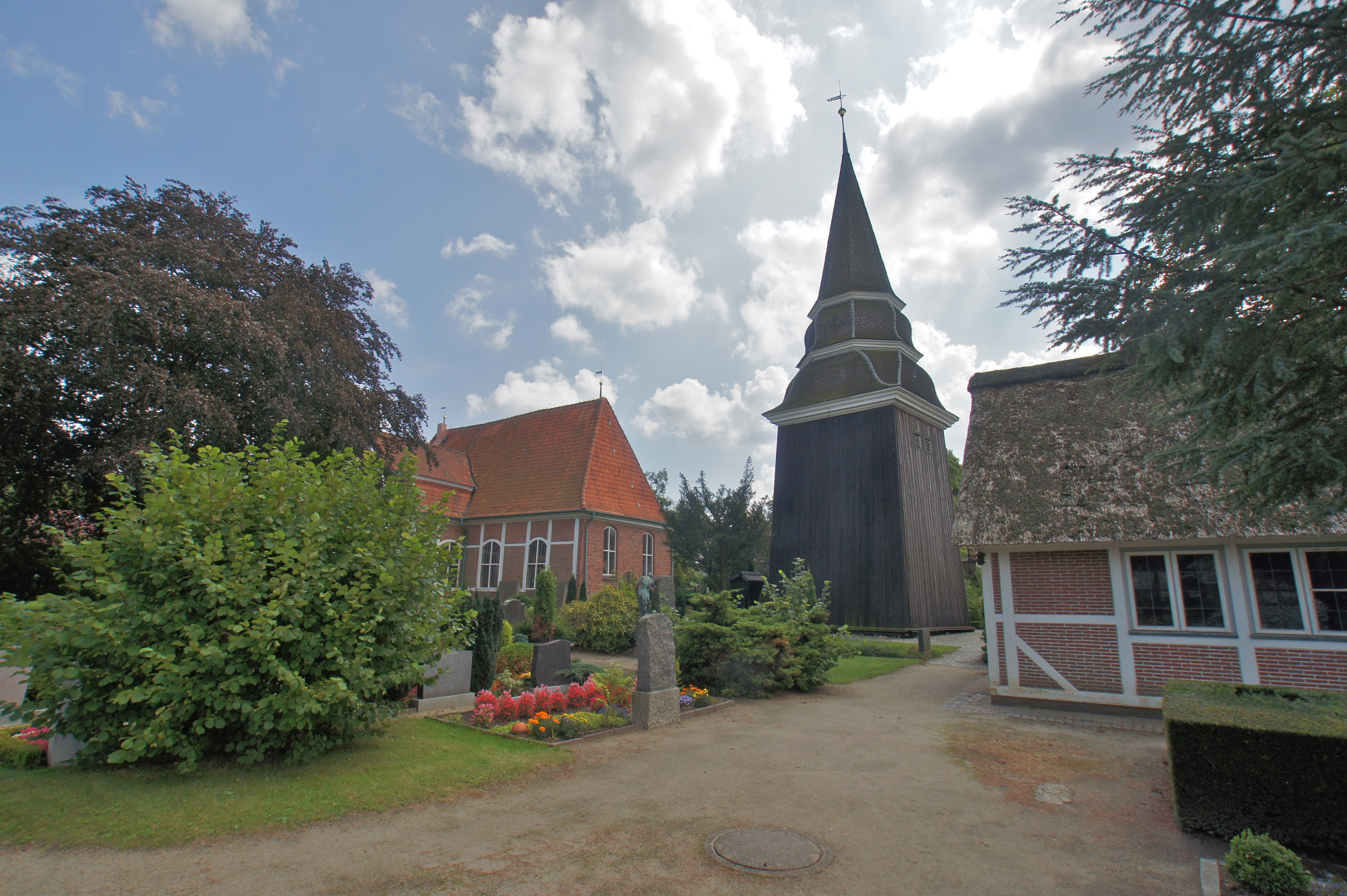
Gesamtansicht der Anlage

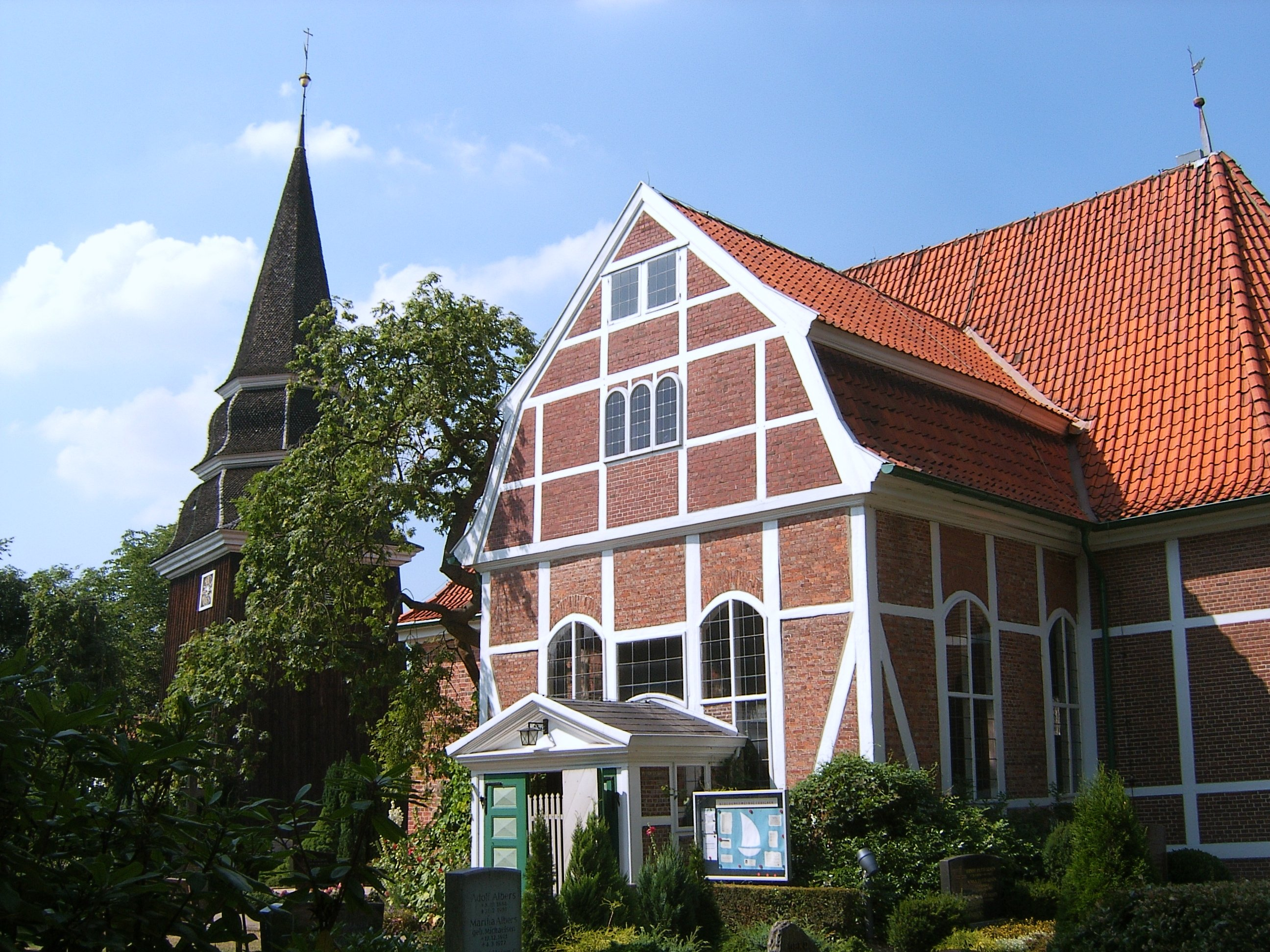
Kreuzbau; im Hintergrund der Turm

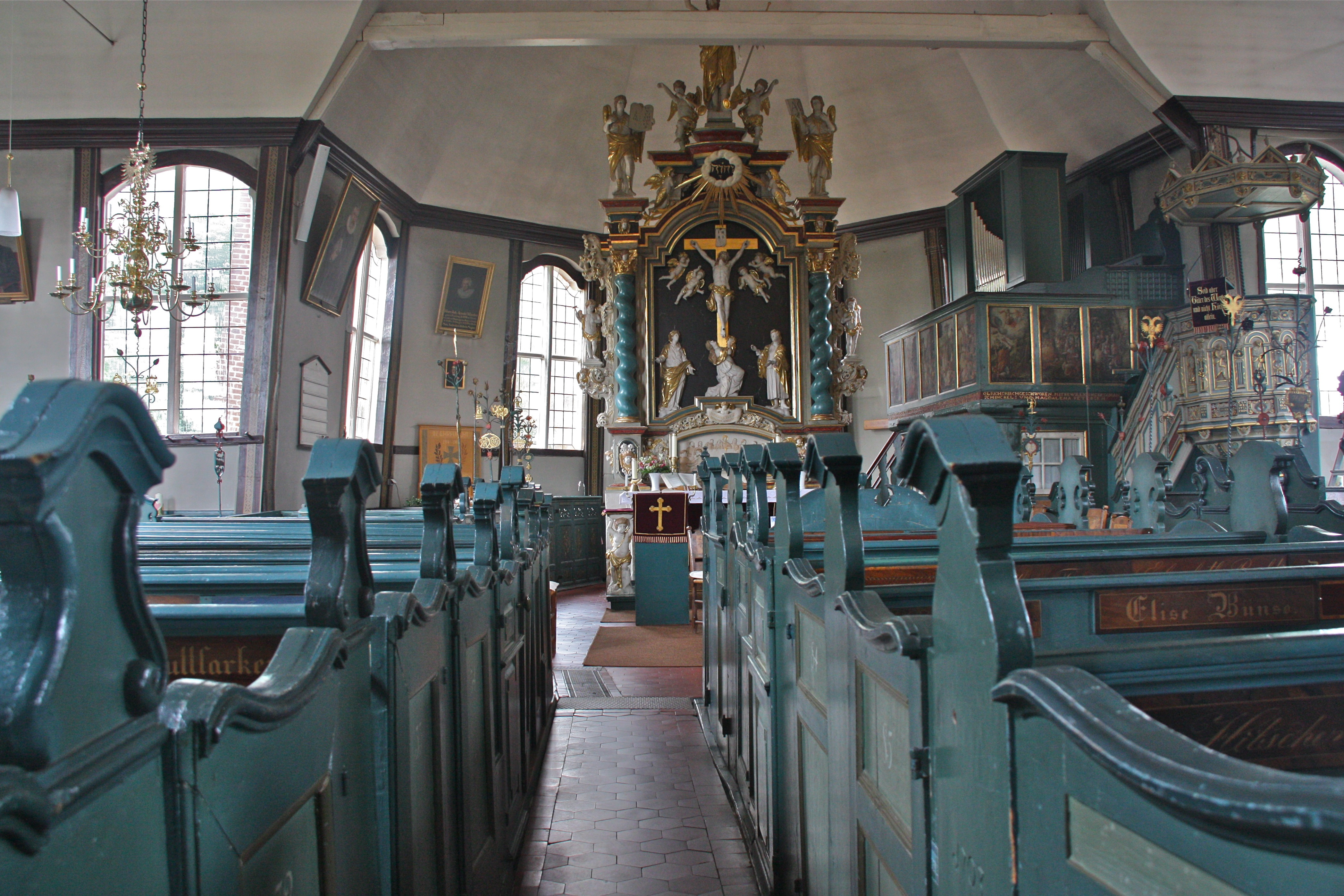
Innenraum, Blick zum Altar

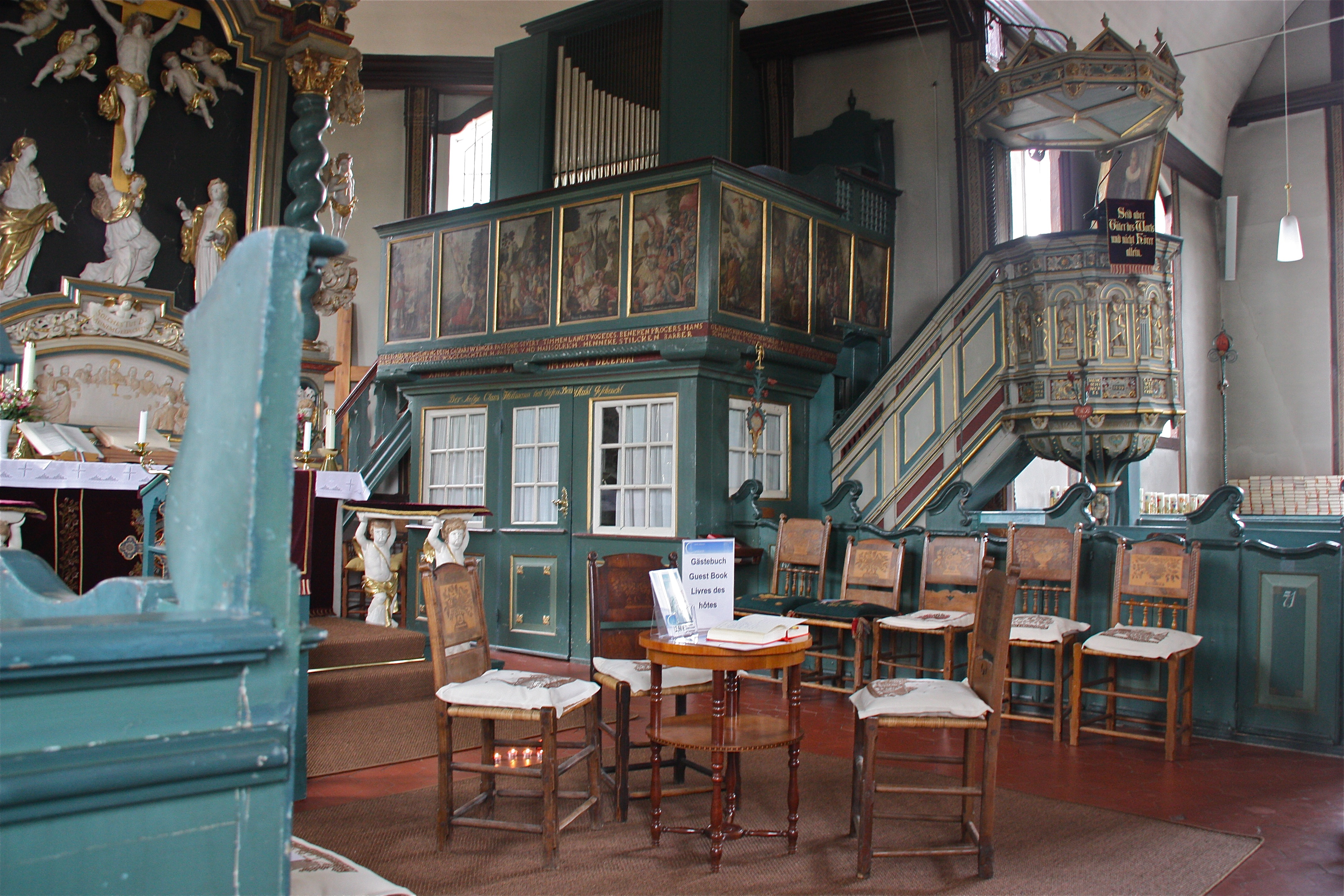
Innenraum, Alter Orgelboden

Die evangelisch-lutherische Kirche St. Johannis im Hamburger Stadtteil Curslack liegt umgeben vom Dorffriedhof direkt am Curslacker Deich nördlich der Dove Elbe.

## Bau der Kirche
Kirchenbauten in Curslack sind ab 1306 urkundlich erwähnt. Vom damaligen Feldsteinbau sind heute noch Reste in der Süd- und Westwand der Kirche enthalten. Wie an vielen Stellen in den Vier- und Marschlanden stellten sich auch in Curslack im Laufe der Zeit die Feldsteinkonstruktionen als zu schwer für den nicht sehr tragfähigen Marschboden heraus. Die Baumaterialien wurden daher meist schrittweise auf Backstein oder Fachwerk umgestellt. Das heutige Langhaus mit dreiseitigem Chorabschluss aus den Jahren 1599 bis 1602 wurde nach Beschädigungen der Kirche durch eine Sturmflut aus Backsteinen errichtet. Das Brauthaus auf der Südseite fand erstmals 1646 Erwähnung. 1801 bis 1803 erfolgte der Umbau zur heutigen ausgeprägten Kreuzform mit einem Querhaus in Fachwerkbauweise, die in Norddeutschland nur selten anzutreffen ist. Bei diesem Umbau überwölbte man gleichzeitig den Innenraum mit einer hölzernen Tonne.
Der markante nebenstehende Holzturm stammt in der Urform von 1591. Die achteckige Turmspitze von 1761 ist ein Entwurf von Ernst Georg Sonnin.
Im 20. Jahrhundert benötigte die Kirche bereits zwei umfangreiche Instandsetzungen in den Jahren 1903 und 1979 bis 1981.

## Ausstattung
In der Kirche befindet sich unter anderem eine figurenreiche Kanzel von 1599, die typisch für die bäuerliche Barockausstattung ist. Die Mosesfigur im Kanzelfuß soll den Alten Bund symbolisieren, auf dem sich der Neue aufbaut. An der Außenwand prägen Christus, die Evangelisten und der Apostel Paulus die Kanzel. Der Kanzeldeckel ist mit fünf Pastorenporträts aus der Geschichte der Kirche geschmückt.
Der Altar von Hermann Fick aus dem Jahre 1688 stand ursprünglich gar nicht in Curslack, sondern ist aus Teilen des Altars der im Zweiten Weltkrieg zerstörten Harburger Dreifaltigkeitskirche zusammengesetzt. Er wurde 1953 hier aufgestellt und 1985 generalüberholt. Sein zentrales Thema ist die Leidens- und Auferstehungsgeschichte Christi, die von Kreuzigung im unteren Teil über Tod im Mittelteil bis zur Auferstehung, symbolisiert durch die Christusfigur an der Spitze des Altars, erzählt wird.
Zwischen Altar und Kanzel befindet sich der mit Szenen aus dem Alten Testament verzierte alte Orgelboden aus dem Jahre 1621. Diese Bilder wurden von den Geschwistern Hambrock und deren Ehepartnern, zu denen auch der Hamburger Oberalte Hans Landerhusen gehört, gestiftet. Direkt darunter eine Beichtkammer von 1775. Dieser Raum wurde ursprünglich tatsächlich zum Zweck der Beichte errichtet, dient mittlerweile aber fast ausschließlich als Sakristei.
Auffällig sind 55 kunstvolle schmiedeeiserne Hutständer auf den ehemaligen Männer-Bankreihen, die auch in weiteren Kirchen der Vierlande zu sehen sind. Am Kirchgestühl von 1803 sieht man noch viele alte Namensschilder und Gesangbuchkästen mit Resten von gemalten und geschnitzten Verzierungen aus dem 17. und 18. Jahrhundert. Die Farbgebung mit dem beherrschenden Mittelblau erhielt der Innenraum ebenfalls 1803. Die Sitzkissen für die Bankreihen der Kirche haben gemäß Vierländer Tradition die Gemeindemitglieder selbst hergestellt. Das älteste Stück stammt von 1702, die meisten heute genutzten Kissen wurden seit 1979 nach alten Vorlagen neu gefertigt.
An der höchsten Stelle der Gewölbedecke befindet sich die vergoldete Schnitzerei des von einem gleichschenkligen Dreieck umgebenen Auge Gottes als Symbol der Dreieinigkeit.

## Glocken
Bis 1917 besaß die Kirche drei Glocken, von denen zwei für die Rüstungsproduktion im Ersten Weltkrieg abgeliefert wurden. Ab 1925 sammelte die Gemeinde für neue Glocken. Diese Sammlung sollte nur zwei neue Glocken finanzieren, war jedoch derart erfolgreich, dass noch die kleine vierte Glocke hinzu kommen konnte.
Heute verfügt die Kirche über folgende Glocken:
| Nr. | Herstellungs- jahr | Durchmesser (mm) | Masse (kg) | Schlagton | Inschrift |
| 1   | 1925               |                  | 780        | d1        | Ich will den Herren loben, sein Lob soll immerdar in meinem Munde sein.                                                           |
| 2   | 1925               |                  | 375        | ges1      | Willig gab ich mein Leben den Feinden zu wehren; hinfort will ich zum Lobe unseres Gottes und zur Freude unserer Gemeinde singen. |
| 3   | 1642 oder 1678     |                  | 1341       | b1        | (vorhanden) |
| 4   | 1927               |                  | 250        | des2      | (keine) |

Die älteste aus Curslack bekannte Glocke stammt aus dem Jahr 1539, wurde von Gochel Zael gegossen, ist heute im Besitz des Museums für Kunst und Gewerbe und wird im Gemeindehaus in Curslack ausgestellt.

## Orgeln

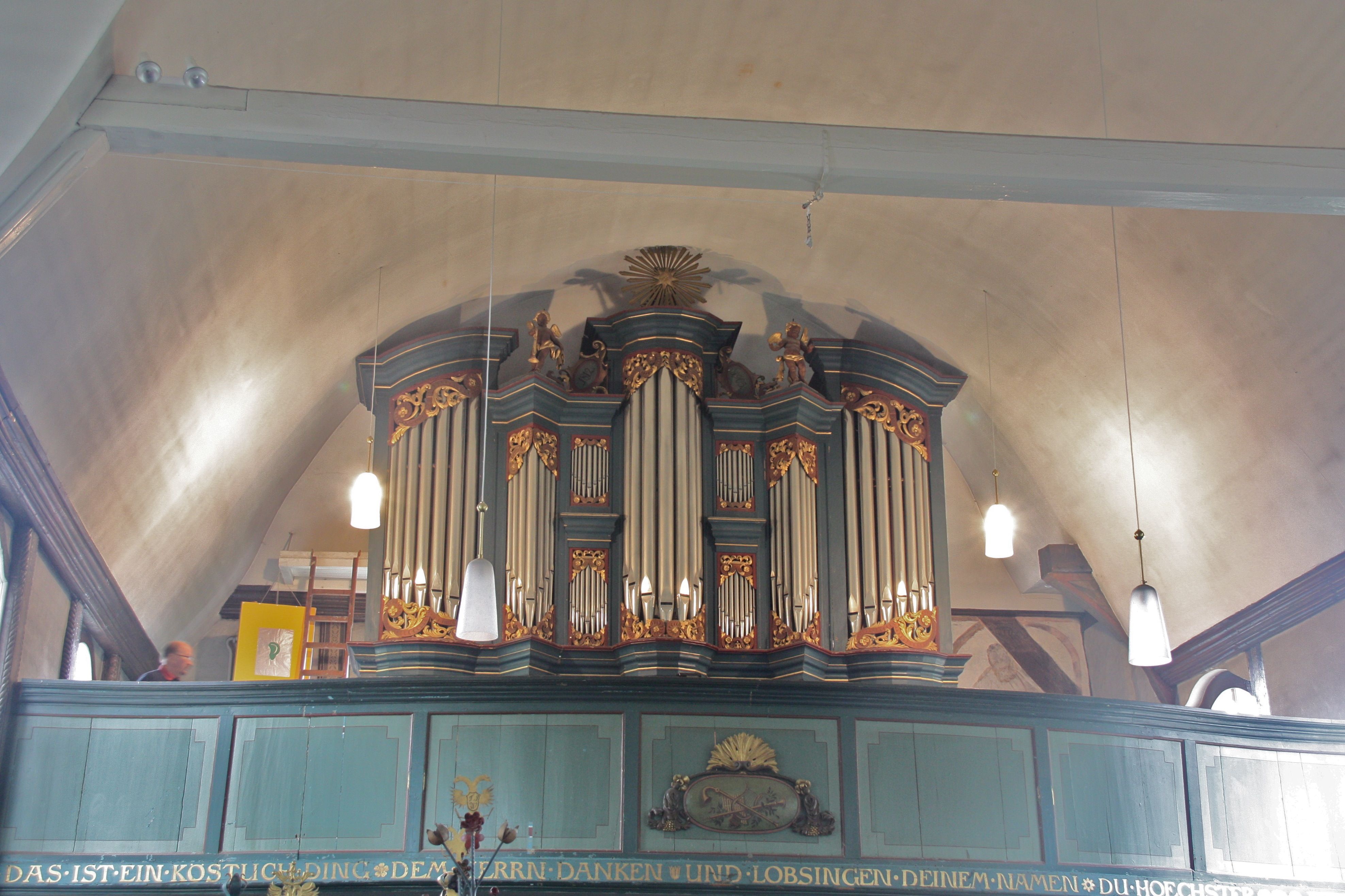
Hauptorgel

Die Kirche besitzt seit 1968 zwei Orgeln. Als erste der Vierländer Gemeinde erhielt Curslack 1622 eine zunächst sehr kleine Orgel, die einen Platz zwischen Altar und Kanzel erhielt. 1739 erweiterte der Lübecker Orgelbauer Christoph Julius Bünting das Instrument auf den heutigen Umfang von 19 Registern, baute einen neuen Prospekt und verlegte es auf die damals neu errichtete Westempore. Den heutigen Spieltisch mit seinen kostbaren Materialien Schildpatt, Elfenbein und Palisander ergänzte man 1776.

### Führer-Orgel
Heute steht auf der Westempore eine relativ moderne Führer-Orgel von 1968, die hinter dem barocken Prospekt von Bünting eingebaut und zuletzt 2003 renoviert wurde. Ihre Disposition lautet:
| I Hauptwerk C– |                 |       |
| 1.             | Prinzipal       | 8′    |
| 2.             | Rohrflöte       | 8′    |
| 3.             | Oktave          | 4′    |
| 4.             | Spitzflöte      | 4′    |
| 5.             | Flachflöte      | 2′    |
| 6.             | Sesquialtera II |       |
| 7.             | Mixtur IV       | 1 ⁄3′ |
| 8.             | Trompete        | 8′    |

| II Oberwerk C– |             |       |
| 9.             | Gedackt     | 8′    |
| 10.            | Blockflöte  | 4′    |
| 11.            | Prinzipal   | 2′    |
| 12.            | Quinte      | 1 ⁄3′ |
| 13.            | Scharff III | 2⁄3′  |
| 14.            | Dulcian     | 8′    |
|                | Tremulant   |       |

| Pedal C– |                  |     |
| 15.      | Subbass          | 16′ |
| 16.      | Prinzipal        | 8′  |
| 17.      | Oktave           | 4′  |
| 18.      | Rauschpfeife III | 2′  |
| 19.      | Fagott           | 16′ |

- Koppeln: II/I, I/P

### Kleine Orgel
Bemerkenswert ist die kleinere Orgel über dem Beichtstuhl rechts neben dem Altar. Bei einer 1963 notwendig gewordenen Reparatur der Hauptorgel stellte man fest, dass die Pfeifen aus dem Jahre 1622 von Hans Scherer nahezu vollständig erhalten waren. Diese Pfeifen benutzte das Hamburger Unternehmen Rudolf von Beckerath Orgelbau für eine einmanualige Orgel nach altem Vorbild. Diese ist daher als eine der wenigen Orgeln in Nordeuropa in der historischen mitteltönigen Stimmung gestimmt. Seit 1971 steht diese Orgel wieder an dem Platz, an dem ursprünglich die Orgeln der Kirche standen. Die heutige Disposition lautet:
| Manual C– |               |    |            |
| 1.        | Gedackt B/D   | 8′ | [ Anm. 1 ] |
| 2.        | Prinzipal B/D | 4′ | [ Anm. 1 ] |
| 3.        | Rohrflöte B/D | 4′ | [ Anm. 1 ] |
| 4.        | Oktave B/D    | 2′ | [ Anm. 1 ] |
| 5.        | Mixtur IV     |    |            |

| Pedal C– |         |     |            |
| 6.       | Subbass | 16′ | [ Anm. 1 ] |
|          | Subbass | 8′  | [ Anm. 2 ] |

- Koppeln: I/P

Anmerkungen
1. 1 2 3 4 5  von 1622
2. ↑  Extension

## Fotografien und Karte
Koordinaten: 53° 26′ 56″ N, 10° 13′ 38″ O

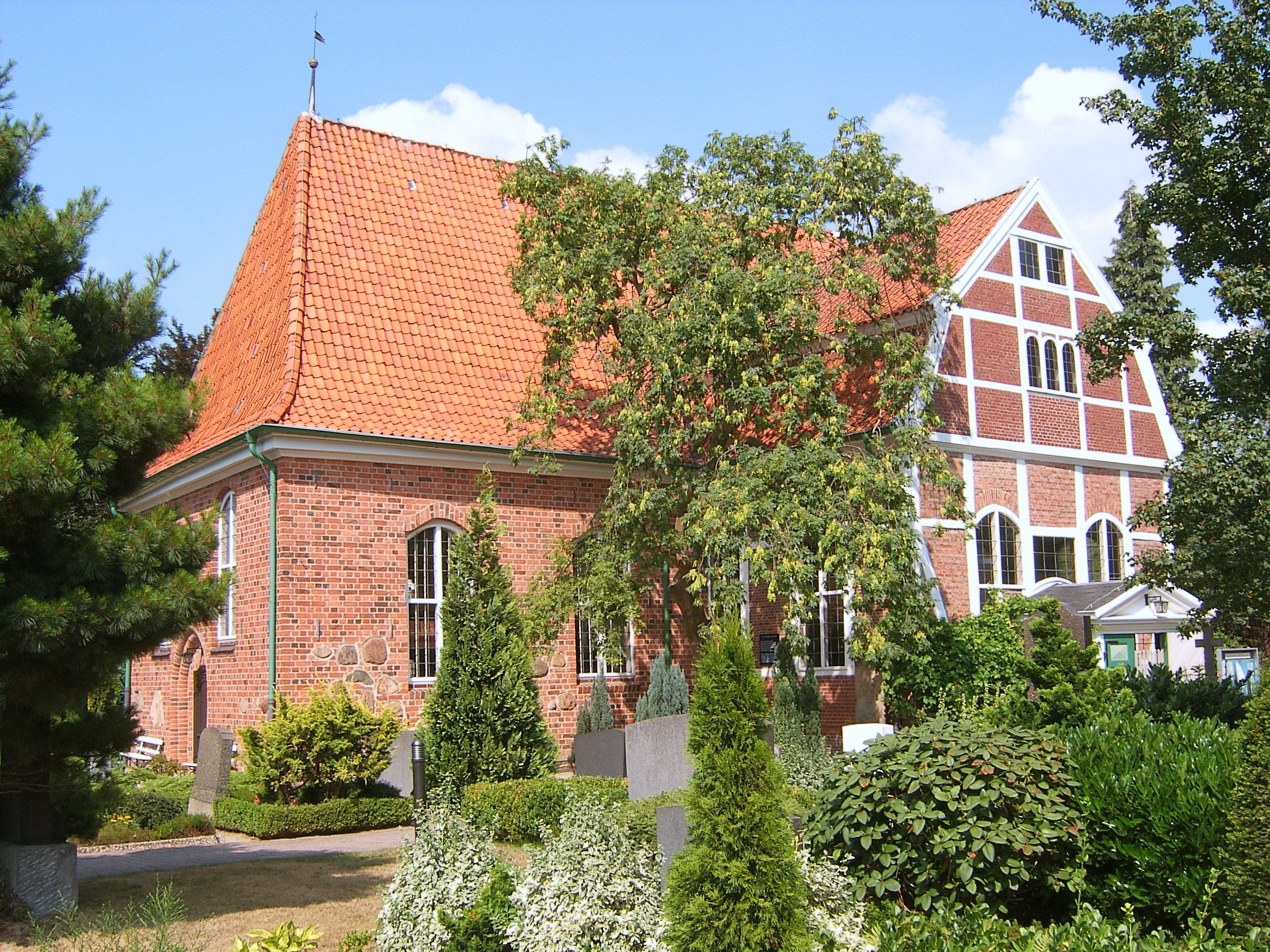
Kirchenschiff
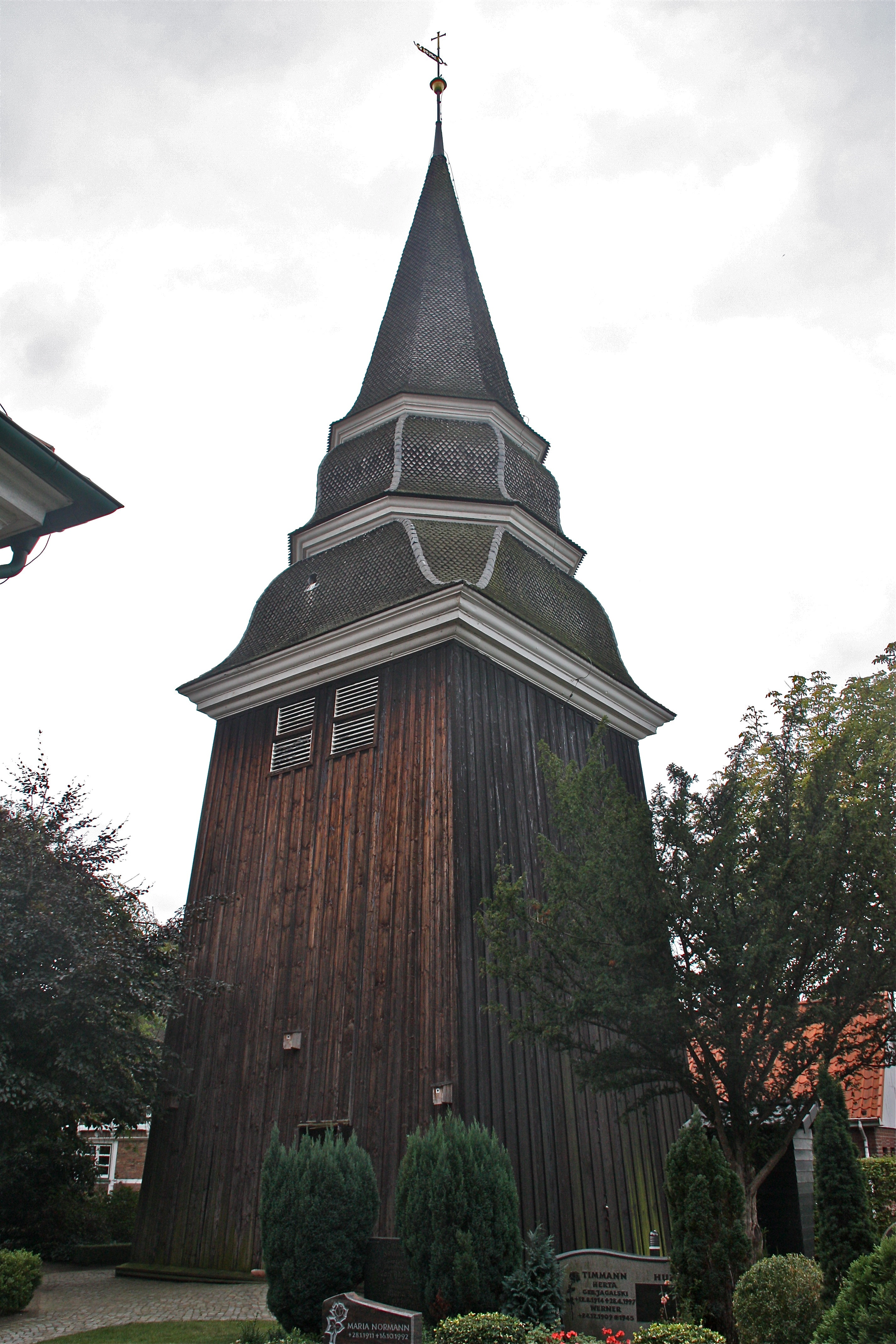
Glockenturm
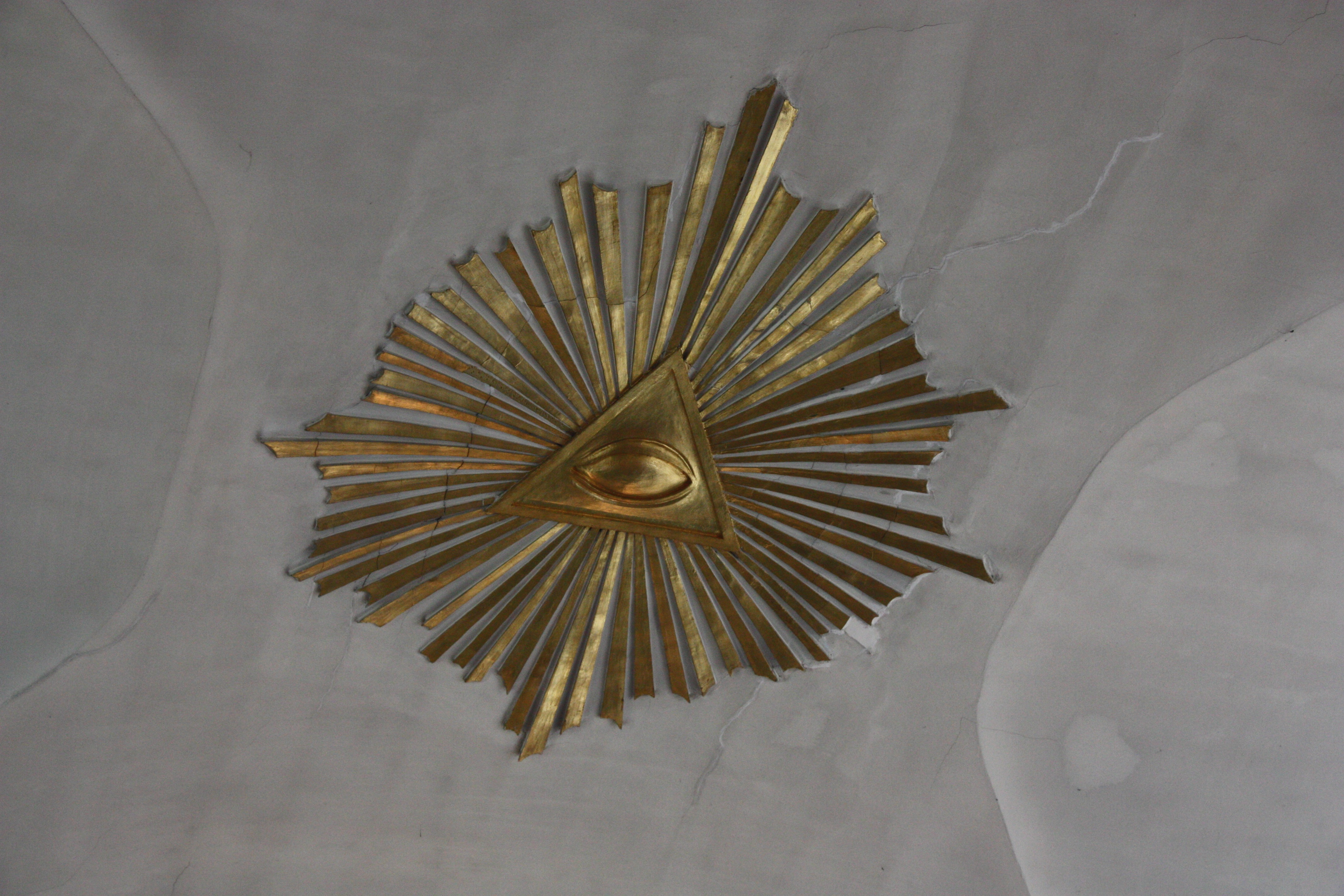
Deckenverzierung
Außenansicht am Anfang des 20. Jahrhunderts
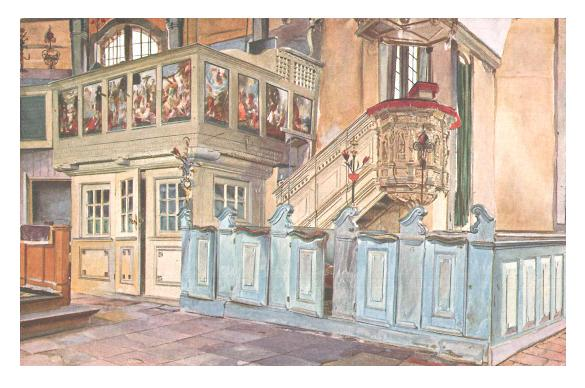
Innenansicht am Anfang des 20. Jahrhunderts